# Предельный продукт
Предельный продукт фактора производства (англ. marginal product, MP) — это прирост продукта, полученный в результате увеличения фактора на единицу при неизменной величине остальных факторов производства. 

## Определение
Предельный продукт можно рассчитать как для отдельной фирмы, так и для экономики в целом. Пусть выпуск описывается производственной функцией {\displaystyle y=f(z_{1},z_{2},...z_{n})}. Тогда предельный продукт фактора {\displaystyle z_{i}}определяется как отношение прироста выпуска к приросту фактора производства:
{\displaystyle MP_{z_{i}}={\frac {\Delta y}{\Delta z_{i}}}}
Если производственная функция является дифференцируемой, то предельный продукт равен производной функции по фактору:
{\displaystyle MP_{i}=f'_{z_{i}}}
Если факторами производства являются труд и капитал, то производственная функция может быть представлена в виде {\displaystyle Y=F(K,L)}. Тогда предельные продукты труда и капитала будут соответственно равны:
{\displaystyle MPL={\frac {\Delta Y}{\Delta L}}}
{\displaystyle MPK={\frac {\Delta Y}{\Delta K}}}

## Убывающий предельный продукт
Предположение об убывающем предельном продукте является важным ограничением, часто накладываемым на производственную функцию. Математически оно означает, что {\displaystyle MP} является убывающей функцией {\displaystyle z_{i}}. В случае дифференцируемости производственной функции ее вторая производная по данному фактору является отрицательной.
Интуитивный смысл убывающей отдачи состоит в том, что при наращивании одного из факторов приходится интенсивнее использовать остальные. При этом растущая интенсивность не позволяет достигать той же самой отдачи. Например, один рабочий может обслуживать несколько станков, однако его возможности не безграничны и рано или поздно это приведет к снижению производительности труда.
Предположение об убывающем предельном продукте является ключевой предпосылкой модели Солоу.
Предположение об убывающем предельном продукте является одним из условий Инады, накладываемым на неоклассические производственные функции.